# Назаренко Григорій Павлович
Григóрій Па́влович Назарéнко (1902—1996) — український бандурист, один з основоположників та ветеран Полтавської капели бандуристів. В різні періоди був мистецьким керівником, солістом та концертмейстером вокально-інструментальних колективів.

## Життєпис
Народився в Полтаві, у давній козацькій родині. Любов до бандури перейняв від хрещеного батька, бандуриста. Навчався у школі при Успенському соборі, де співав у хорі, а потім закінчив Полтавське музичне училище. Згодом співав у Національному хорі, де познайомився з майбутніми колегами — бандуристами Йосипом Панасенком, Павлом Міняйлом та Данилом Пікою, котрі пізніше також увійшли до складу Полтавської капели під керівництвом Володимира Кабачка. Григір був наймолодшим бандуристом і соліст-тенором капели. Майстерно володів харківським методом гри на бандурі і згодом написав підручник гри на бандурі за тим же методом. У місцевому колективі Назаренко грав з 1925 по 1934 рік.
З 1935 року став солістом та концертмейстером Державної зразкової капели. У Капелі бандуристів ім. Тараса Шевченка з перших днів її заснування, кілька місяців до приходу Григорія Китастого був її мистецьким керівником. Під час II СВ капела виїхала до Третього Рейху де й продовжила свою діяльність.
Під час перебування в Західній Німеччині в «діпівський» період в британській зоні окупації організував Капелу бандуристів ім. М. Леонтовича. Григорій Павлович був прихильником класичного виконання кобзарського репертуару без диригента. Колективу вдалось уникнути репатріації й перед еміграцією до США Назаренко знову повернувся до шевченківців. В період життя у Детройті він не завжди міг брати участь у гастролях капели через зайнятість на основному місці праці. У 1955 році керував Ансамблем бандуристок СУМА, який згодом очолив Петро Потапенко. У 1970-ті роки керував дитячим ансамблем «Проліски». Через поважний вік припинив виступи в 1983-му.
У 1992 році українська громада Детройта урочисто відзначила його 90-ліття. Ювіляра привітав та подарував три свої пісні Володимир Горбатюк. Тоді ж Григорію Назаренку вручили грамоту від уряду України.

## Учні
- Луців Володимир Гаврилович